# Jonathan González (calciatore 1995)
Jonathan David González Valencia (Quinindé, 3 luglio 1995) è un calciatore ecuadoriano, centrocampista del 22 de Julio.

## Carriera

### Club
Ha giocato nei campionati ecuadoriano, messicano e paraguaiano.

### Nazionale
Ha esordito in nazionale nel 2014.